# Mercedes-Benz W223
Mercedes-Benz W223 (eller Mercedes-Benz S-klass) är en personbil som den tyska biltillverkaren Mercedes-Benz introducerade i september 2020.

## Versioner
| Modell                | Årsmodell | Motor                      | Cylindervolym | Effekt       | Bränslesystem                        |
| --------------------- | --------- | -------------------------- | ------------- | ------------ | ------------------------------------ |
| S350 d                | 2021-23   | OM656: 6-cyl radmotor DOHC | 2925 cm³      | 286 hk       | Common rail turbodiesel              |
| S400 d                | 2021-23   | OM656: 6-cyl radmotor DOHC | 2925 cm³      | 330 hk       | Common rail turbodiesel              |
| S450                  | 2021-     | M256: 6-cyl radmotor DOHC  | 2999 cm³      | 367 hk       | Direktinsprutning, turbo             |
| S500                  | 2021-     | M256: 6-cyl radmotor DOHC  | 2999 cm³      | 435 hk       | Direktinsprutning, turbo             |
| S580 e                | 2021-     | M256: 6-cyl radmotor DOHC  | 2999 cm³      | 367 + 150 hk | Direktinsprutning, turbo + elmotor   |
| S580                  | 2021-     | M176: 8-cyl V-motor DOHC   | 3982 cm³      | 490 hk       | Direktinsprutning, biturbo           |
| Maybach S680          | 2021-     | M279: 12-cyl V-motor DOHC  | 5980 cm³      | 612 hk       | Direktinsprutning, biturbo           |
| S350 d                | 2023-     | OM656: 6-cyl radmotor DOHC | 2989 cm³      | 313 hk       | Common rail turbodiesel              |
| S450 d                | 2023-     | OM656: 6-cyl radmotor DOHC | 2989 cm³      | 367 hk       | Common rail turbodiesel              |
| S450 e                | 2023-     | M256: 6-cyl radmotor DOHC  | 2999 cm³      | 300 + 150 hk | Direktinsprutning, turbo + elmotor   |
| AMG S63 E Performance | 2023-     | M177: 8-cyl V-motor DOHC   | 3982 cm³      | 612 + 190 hk | Direktinsprutning, biturbo + elmotor |

## Mercedes-Maybach Z223

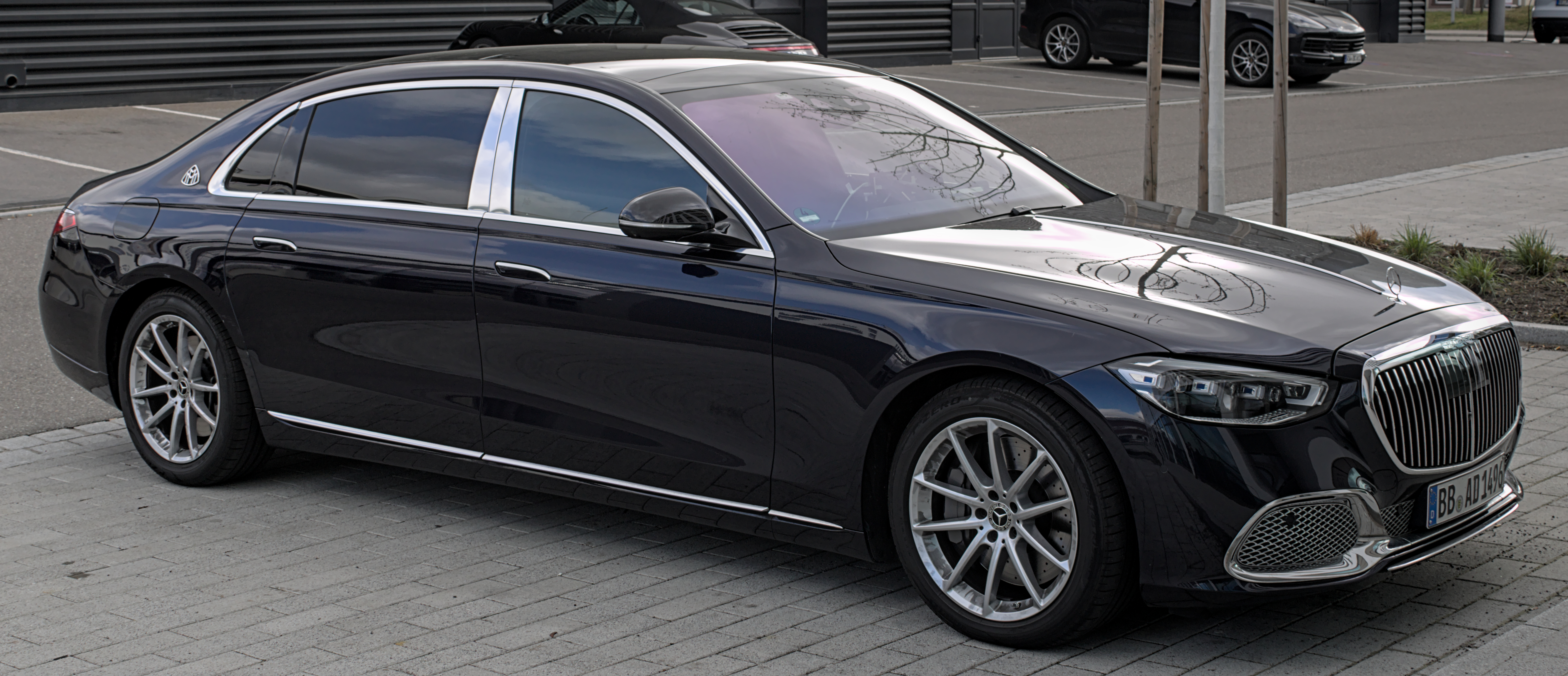
Mercedes-Maybach S-klass

I november 2020 presenterades lyxversionen Mercedes-Maybach S-klass, med en hjulbas på 340 cm för extra rymd i baksätet. Maybach-varianten blir ensam i modellserien om att säljas med V12-motor.